# Chapter 24
«Chapter 24» és una cançó del grup britànic de rock progressiu Pink Floyd, que apareix a l'àlbum The Piper at the Gates of Dawn, com a segon tema del disc. La cançó va ser una de tantes de ser considerada com a part de l'àlbum "the best of". Echoes: The Best of Pink Floyd. Va ser escrita per Syd Barrett, i les s'inspira en el capítol 24 del llibre xinès Yì Jīng (El llibre dels canvis).

## Crèdits
- Syd Barrett - veu, guitarra
- Roger Waters - baix
- Richard Wright - teclats
- Nick Mason - bateria, percussió